# Rhizocarpon sorediosum
Rhizocarpon sorediosum är en lavart som beskrevs av Runemark. Rhizocarpon sorediosum ingår i släktet Rhizocarpon och familjen Rhizocarpaceae.   Inga underarter finns listade i Catalogue of Life.